# Timiaouine
Timiaouine (ou Timéiaouine) (em árabe: ﺗﻴﻤﻴﺎوﻳﻦ) é uma cidade e comuna localizada no distrito de Bordj Badji Mokhtar, na província de Adrar, no centro-sul da Argélia. Sua população era de 4 493 habitantes, em 2008.